# آبشار اسنوکوالیم
آبشار اسنوکوالیم (به انگلیسی: Snoqualmie Falls) آبشاری است که در کشور ایالات متحده آمریکا واقع شده‌است و بلندترین ریزشگاه آن ۸۲ متر ارتفاع دارد. حوضهٔ آبریز این آبشار، رود اسنوکوالیم است.

## نگارخانه

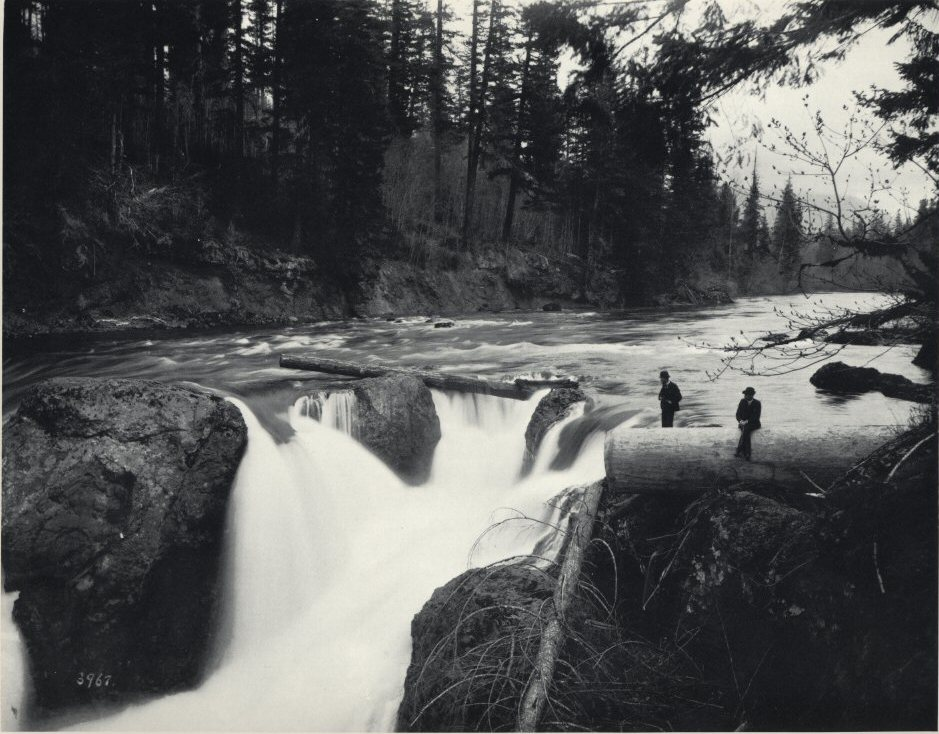
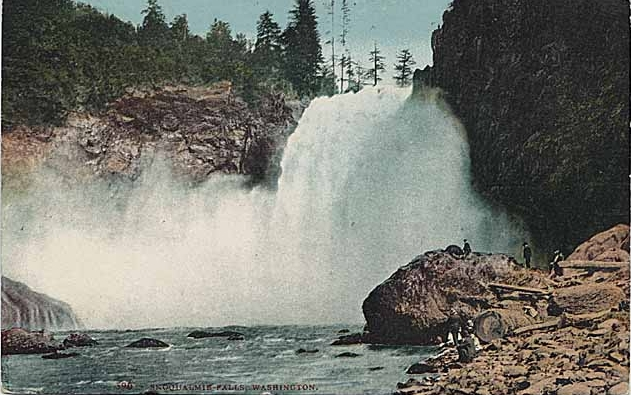
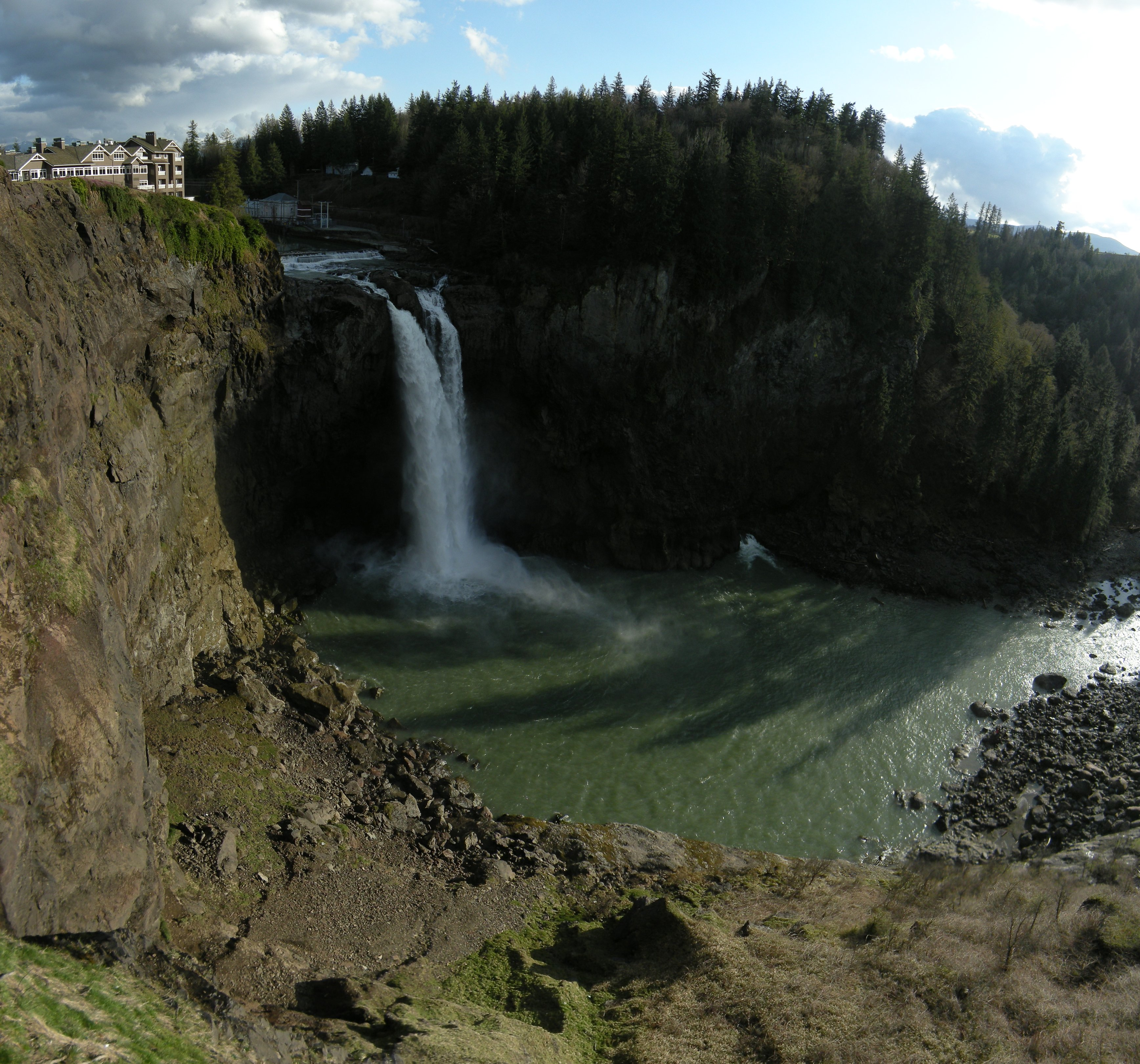
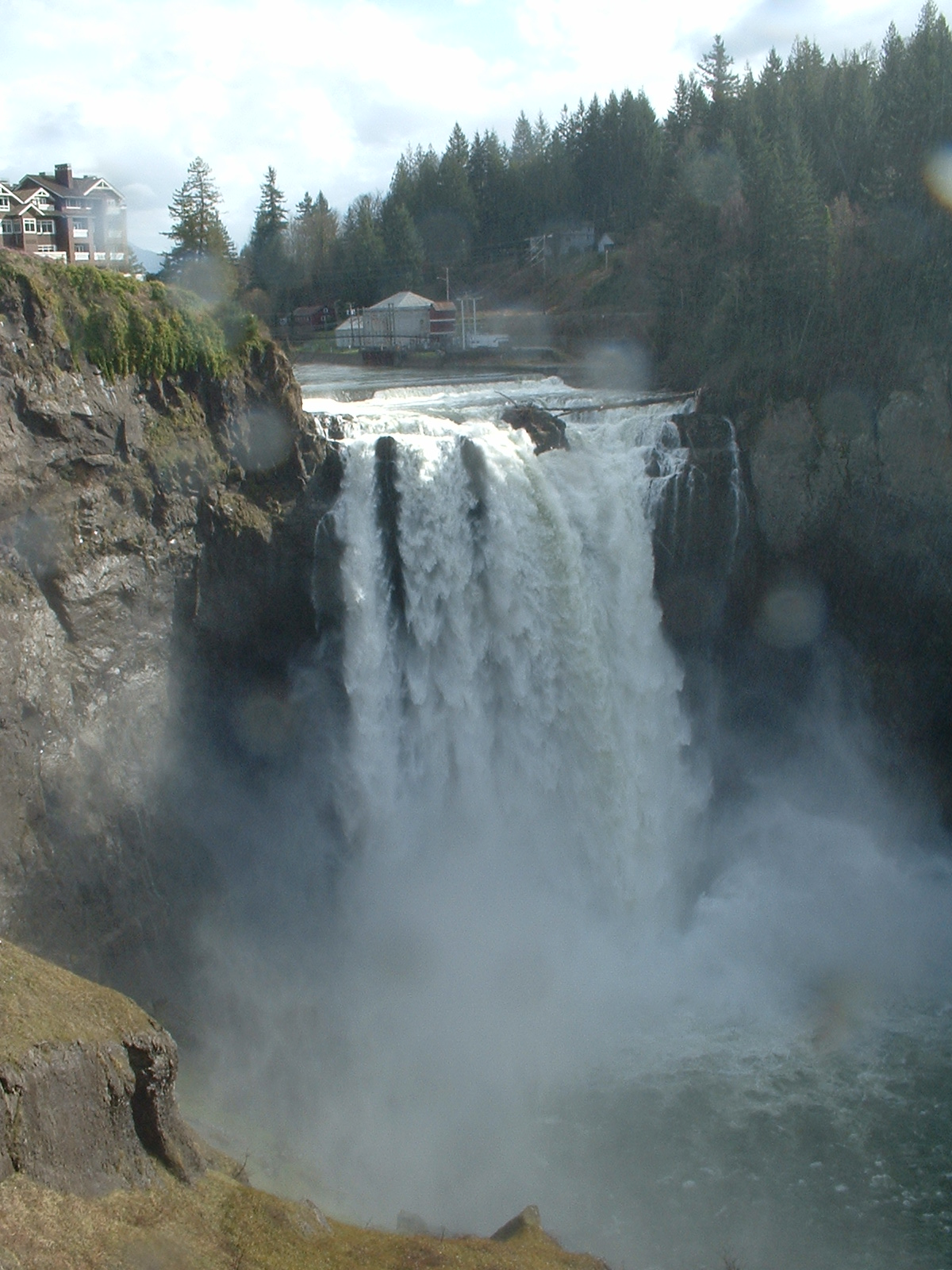
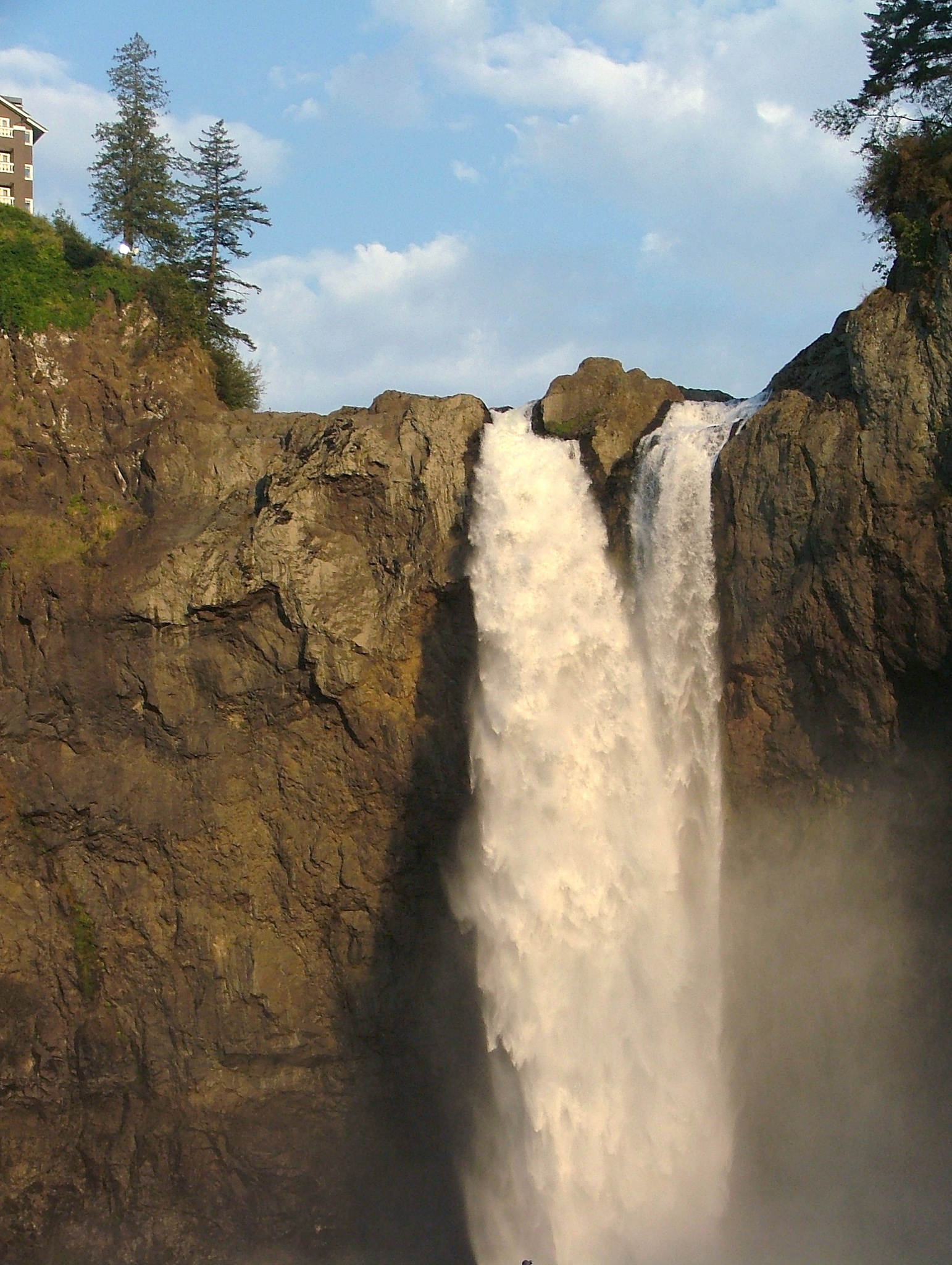
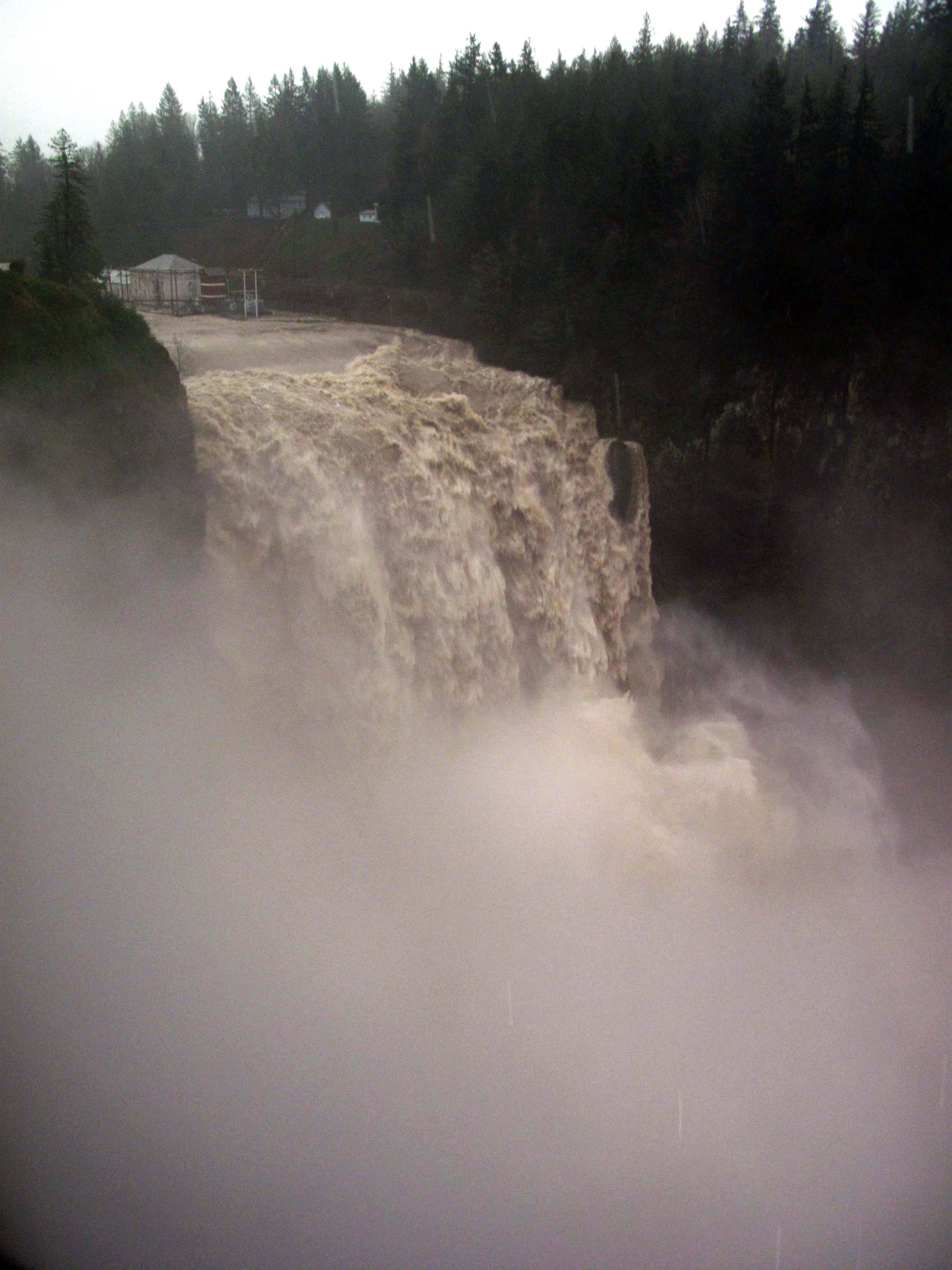
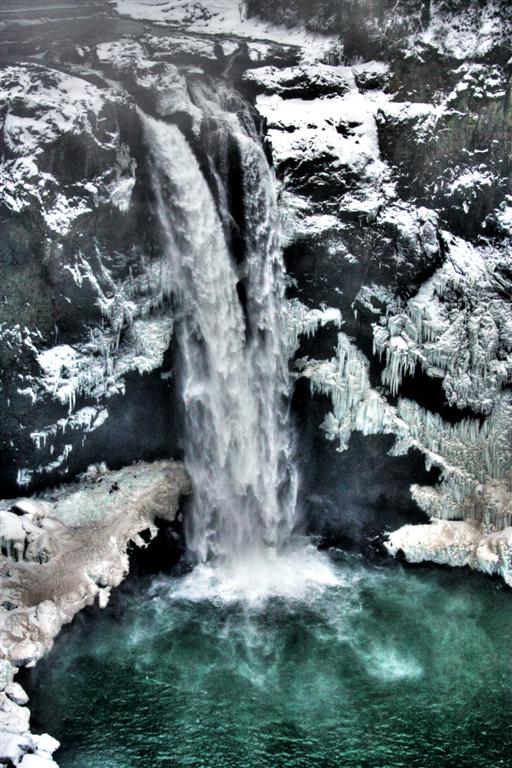